# The Patient
The Patient ist eine US-amerikanische Miniserie, die von Joel Fields und Joe Weisberg geschaffen wurde. Die Premiere der Miniserie fand am 30. August 2022 auf FX on Hulu statt, einem Bereich innerhalb des US-amerikanischen Streamingdienstes Hulu. Im deutschsprachigen Raum erfolgte die Erstveröffentlichung der Miniserie am 30. November 2022 durch Disney+ via Star als Original.

## Handlung
Alan Strauss ist Psychotherapeut und hat kürzlich seine geliebte Ehefrau Beth verloren. Während er innerlich mit dem großen Verlust zu kämpfen hat, versucht er nach außen hin seine Contenance zu bewahren. Sein Leben nimmt eine plötzliche und lebensbedrohliche Wendung, als Sam Fortner, ein neuer Patient, in sein Leben tritt. Dieser nimmt Alan gefangen und gibt sich als Serienmörder zu erkennen. Sam wendet sich an den Psychotherapeuten mit einer ungewöhnlichen Bitte: Er soll seine Mordlust zügeln. Um lebend aus der Situation zu entkommen, unternimmt Alan alles in seiner Macht Stehende, um Sams verwirrten Geisteszustand zu besänftigen und ihn davon abzuhalten, weitere Morde zu begehen. Doch Sam ist zunächst nicht bereit, über schwierige und traumatische Themen zu sprechen. Im Laufe seiner Gefangenschaft stellt Alan nicht nur fest, wie tief Sams Zwang in ihm verwurzelt ist, sondern auch, welcher Anstrengungen es bedarf, um die Kluft zu überwinden, die seine eigene Familie entzweit hat. Alan läuft die Zeit davon, und er kämpft verzweifelt darum, Sams Treiben ein Ende zu setzen, bevor noch weiteren Menschen, einschließlich ihm selbst, Schaden zugefügt wird.

## Besetzung und Synchronisation
Die deutschsprachige Synchronisation entstand nach den Dialogbüchern von Alexander Ziegenbein sowie unter der Dialogregie von Christoph Drobig durch die Synchronfirma digital images in Halle (Saale).
| Rolle            | Schauspieler       | Synchronsprecher          |
| ---------------- | ------------------ | ------------------------- |
| Alan Strauss     | Steve Carell       | Uwe Büschken              |
| Sam Fortner      | Domhnall Gleeson   | Jacob Weigert             |
| Charlie Addison  | David Alan Grier   | Thomas Dehler             |
| Candace Fortner  | Linda Emond        | Anke Reitzenstein         |
| Beth Strauss     | Laura Niemi        | Katharina Lorenz          |
| Ezra Strauss     | Andrew Leeds       | Alexander Huth            |
| Shoshana Cohen   | Renata Friedman    | Ronja Rath                |
| Elias Petraki    | Alex Rich          | Orlando Gzuk              |
| Dov Strauss      | Paxton Booth       | Franz Marzodko            |
| Menachem Strauss | Luke Patrick Dodge | Laurent Amadeus Nickolaus |
| Aiden Cohen      | Levi Allen         | Benjamin Kukula           |
| Mary             | Emily Davis        | Fanny Schmidt             |
| Mr. Buchella     | Michael Dempsey    | Martin Reik               |
| Paul             | Lance Guest        | Alexander Gamnitzer       |
| Dr. Greenstein   | Mark Bloom         | Enrico Petters            |

## Episodenliste
| Nr. | Deutscher Titel          | Originaltitel           | Erstveröffentlichung (USA) | Deutschsprachige Erstveröffentlichung (D/A/CH) | Regie                 | Drehbuch                   |
| --- | ------------------------ | ----------------------- | -------------------------- | ---------------------------------------------- | --------------------- | -------------------------- |
| 1   | Aufnahme                 | Intake                  | 30. Aug. 2022              | 30. Nov. 2022                                  | Chris Long            | Joel Fields & Joe Weisberg |
| 2   | Alan lernt zu meditieren | Alan Learns to Meditate | 30. Aug. 2022              | 30. Nov. 2022                                  | Chris Long            | Joel Fields & Joe Weisberg |
| 3   | Probleme                 | Issues                  | 6. Sep. 2022               | 30. Nov. 2022                                  | Kevin Bray            | Joel Fields & Joe Weisberg |
| 4   | Gesellschaft             | Company                 | 13. Sep. 2022              | 30. Nov. 2022                                  | Kevin Bray            | Joel Fields & Joe Weisberg |
| 5   | Pastitsio                | Pastitsio               | 20. Sep. 2022              | 30. Nov. 2022                                  | Kevin Bray            | Joel Fields & Joe Weisberg |
| 6   | Charlie                  | Charlie                 | 27. Sep. 2022              | 30. Nov. 2022                                  | Gwyneth Horder-Payton | Joel Fields & Joe Weisberg |
| 7   | Kaddisch                 | Kaddish                 | 4. Okt. 2022               | 30. Nov. 2022                                  | Gwyneth Horder-Payton | Joel Fields & Joe Weisberg |
| 8   | Ezra                     | Ezra                    | 11. Okt. 2022              | 30. Nov. 2022                                  | Chris Long            | Joel Fields & Joe Weisberg |
| 9   | Auschwitz                | Auschwitz               | 18. Okt. 2022              | 30. Nov. 2022                                  | Chris Long            | Joel Fields & Joe Weisberg |
| 10  | Der Ehemann der Kantorin | The Cantor's Husband    | 25. Okt. 2022              | 30. Nov. 2022                                  | Chris Long            | Joel Fields & Joe Weisberg |